# Gamba frita

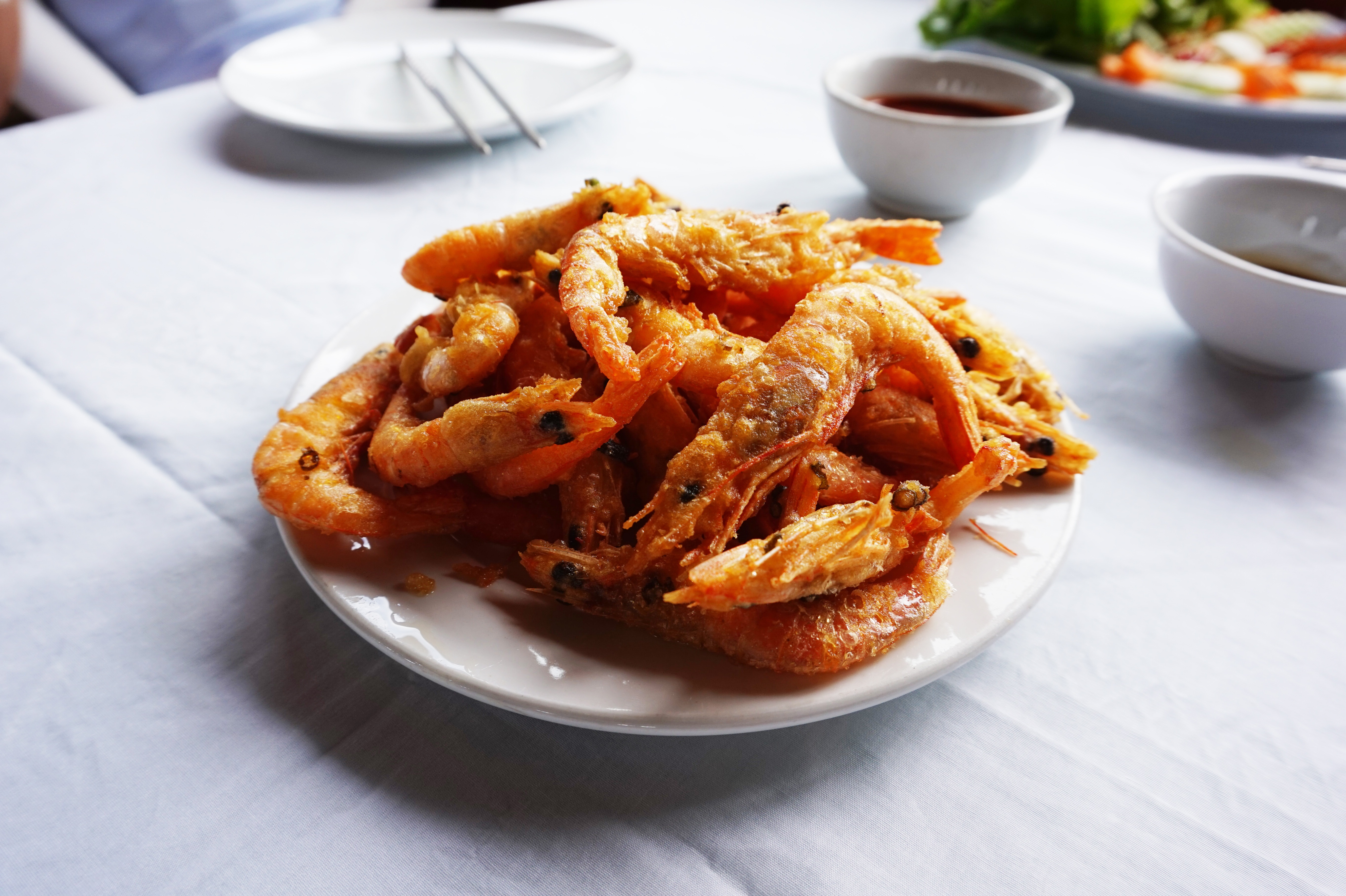
Gamba frita

La gamba frita es un tipo de fritura de gambas.

## Japón

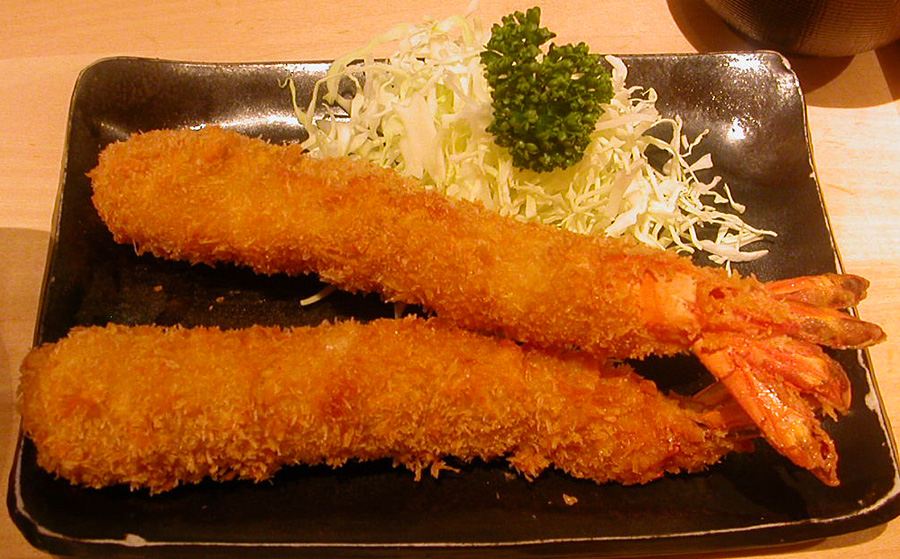
Ebi furai.

La  (海老フライ ebi furai?) es un tipo de fritura popular en Japón, donde es reconocida por algunos como una especialidad de la ciudad de Nagoya.

### Características
Es un ingrediente popular del bento, siendo el bentō de gamba frita (エビフライ弁当 ebi furai bento?) una variedad común en las tiendas bento. Normalmente se usa kuruma ebi, pero debido a un descenso en su cultivo, las tiendas que emplean gamba tigre negra se han vuelto más numerosas. Recientemente algunos lugares incluso emplean ise ebi. Se dice que en 1900, cuando el tonkatsu y los cortes de carnes picadas se popularizaron en los restaurantes de comida occidental de Ginza (Tokio), se inventó la gamba frita, que es parecida en naturaleza.

### Preparación
La gamba se estira hasta dejarla plana y se practica una incisión a lo largo de su lomo. Se extrae el tracto digestivo por ella, que resulta arenoso. Entonces, se recubre la gamba de harina, huevo batido y panko en este orden y se fríe en aceite hirviendo.
La cabeza suele retirarse antes de freír, pero si la gamba es lo suficientemente fresca puede cocinarse y servirse entera. Alguna gente prefiere comer la cabeza, que queda crujiente. Las gambas fritas se comen a menudo condimentadas con salsa Worcester espesa, zumo de limón o salsa tártara.

### Variantes
Cuando se hace sin pan ni harina y se pone sobre un cuenco de arroz caliente, se llama ebi-don (エビ丼, ‘gamba y huevo frito sobre arroz’).
- Datos: Q3275951
- Multimedia: Fried shrimp / Q3275951